# NGC 6028
NGC 6028 (również NGC 6046, PGC 56716 lub UGC 10135) – galaktyka spiralna (S0-a), znajdująca się w gwiazdozbiorze Herkulesa. Jest to galaktyka z aktywnym jądrem typu LINER.
Odkrył ją William Herschel 14 marca 1784 roku, jednak niedokładnie określił jej pozycję. Niezależnie odkrył ją Guillaume Bigourdan 4 maja 1886 roku. John Dreyer w swoim New General Catalogue skatalogował obie te obserwacje jako, odpowiednio, NGC 6046 i NGC 6028.